# Långvattenhöjden
Långvattenhöjden är ett naturreservat i Kramfors kommun i Västernorrlands län.
Området är naturskyddat sedan 2014 och är 137 hektar stort. Reservatet omfattar sjön Långvattnet och dess omgivande bergsluttningar med naturskog av främst granskog.